# Fritz Elsas

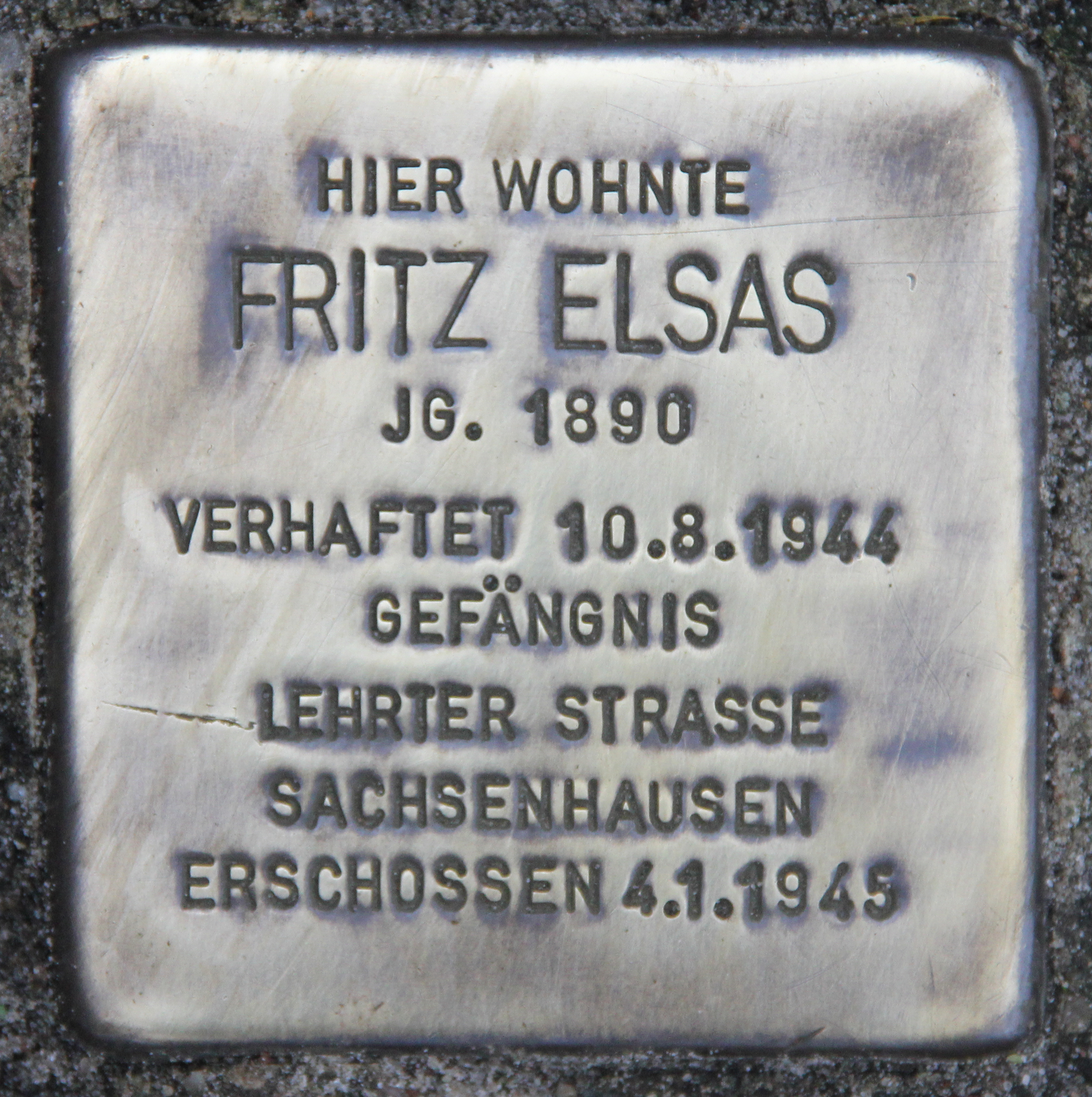
Stolperstein vor dem Haus, Patschkauer Weg 41, in Berlin-Lichterfelde

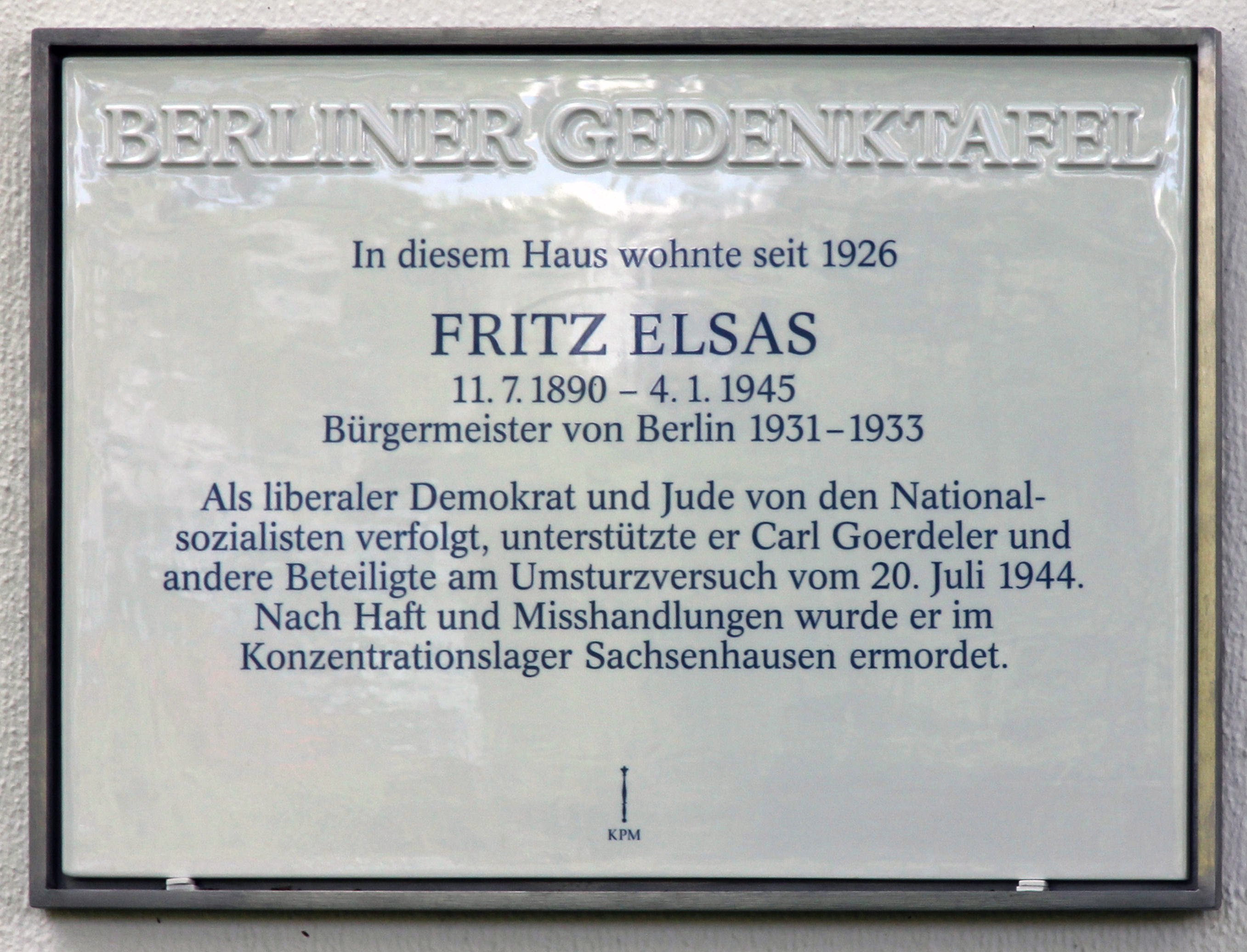
Berliner Gedenktafel am Haus, Patschkauer Weg 41, in Berlin-Lichterfelde

Fritz Julius Elsas (* 11. Juli 1890 in Cannstatt; † 4. Januar 1945 im KZ Sachsenhausen) war ein deutscher Politiker (DDP/DStP) und Widerstandskämpfer gegen den Nationalsozialismus.

## Leben

### Herkunft und Familie
Sein Vater war der Textilunternehmer Julius Elsas (geb. 1856 in Ludwigsburg), seine Mutter war Bertha geb. Lindauer. Sie wurde 1864 in Jebenhausen geboren, ihr Vater Salomon Lindauer war ebenfalls Textilfabrikant in Cannstatt. Über seinen Großonkel Benedikt Elsas (1816–1876) aus Aldingen ist er mit dem Ludwigsburger Stadtrat Max Elsas (1858–1942) und dem Karlsruher Kaufmann Martin Elsas (1872–1939) verwandt. Fritz Elsas wurde im Haus König-Karl-Straße 43 in Stuttgart Bad-Cannstatt geboren.

### Werdegang
Fritz Elsas studierte in München, Berlin und Tübingen Jura und wurde 1912 mit einer Arbeit über Die Ausnahmetarife im Güterverkehr der preußisch-hessischen Eisenbahngemeinschaft zum Doktor der Staatswissenschaften promoviert. Zu Beginn des Ersten Weltkriegs meldete sich Elsas als Freiwilliger, wurde aber aufgrund einer starken Sehbehinderung ausgemustert. Von August 1914 bis zum 30. Januar 1915 arbeitete er in der Handelskammer in Stuttgart. Er entwarf ein System der Nahrungsmittelversorgung, das reichsweit zum Vorbild wurde. Ab dem 1. Februar 1915 war er bei der Stadt Stuttgart beschäftigt, zuletzt als Direktor des städtischen Lebensmittelamts mit acht Abteilungen und über 200 Mitarbeitern.
1919 wurde er Mitglied der Deutschen Demokratischen Partei (DDP) und Stadtrat in Stuttgart. Obwohl er bereits während seines Studiums zum evangelischen Glauben konvertiert war, sah er sich antisemitischen Angriffen ausgesetzt und verzichtete deswegen 1921 auf eine Kandidatur zum Oberbürgermeister. 1924 wurde er Abgeordneter des Württembergischen Landtags.
1926 wurde er zum Vizepräsidenten des Deutschen und Preußischen Städtetags berufen und zog nach Berlin. Im April 1931 wählten ihn die Berliner Stadtverordneten zum Bürgermeister.
Nach der Machtübernahme durch die Nationalsozialisten Anfang 1933 kam er seiner bevorstehenden Absetzung zuvor, indem er ein Urlaubsgesuch einreichte. Wegen seiner jüdischen Herkunft wurde er im selben Jahr in den Ruhestand versetzt. Zunächst arbeitete er als Wirtschafts- und Devisensachverständiger. 1937 wurde er festgenommen und saß wegen ihm unterstellter Devisenvergehen fünf Monate in Untersuchungshaft.

Seit 1934 hatte Elsas Kontakt zu einer liberalen Widerstandsgruppe um Landgerichtsrat Ernst Strassmann in Berlin und den Kaufmann Hans Robinsohn in Hamburg. Darüber hinaus hatte er Verbindungen zum früheren Leipziger Oberbürgermeister Carl Friedrich Goerdeler. Er verfasste eine Proklamation, mit der Goerdeler nach dem geplanten Attentat vom 20. Juli 1944 auf Hitler die Öffentlichkeit informieren wollte. Elsas sollte nach einem gelungenen Attentat Leiter der Reichskanzlei werden.

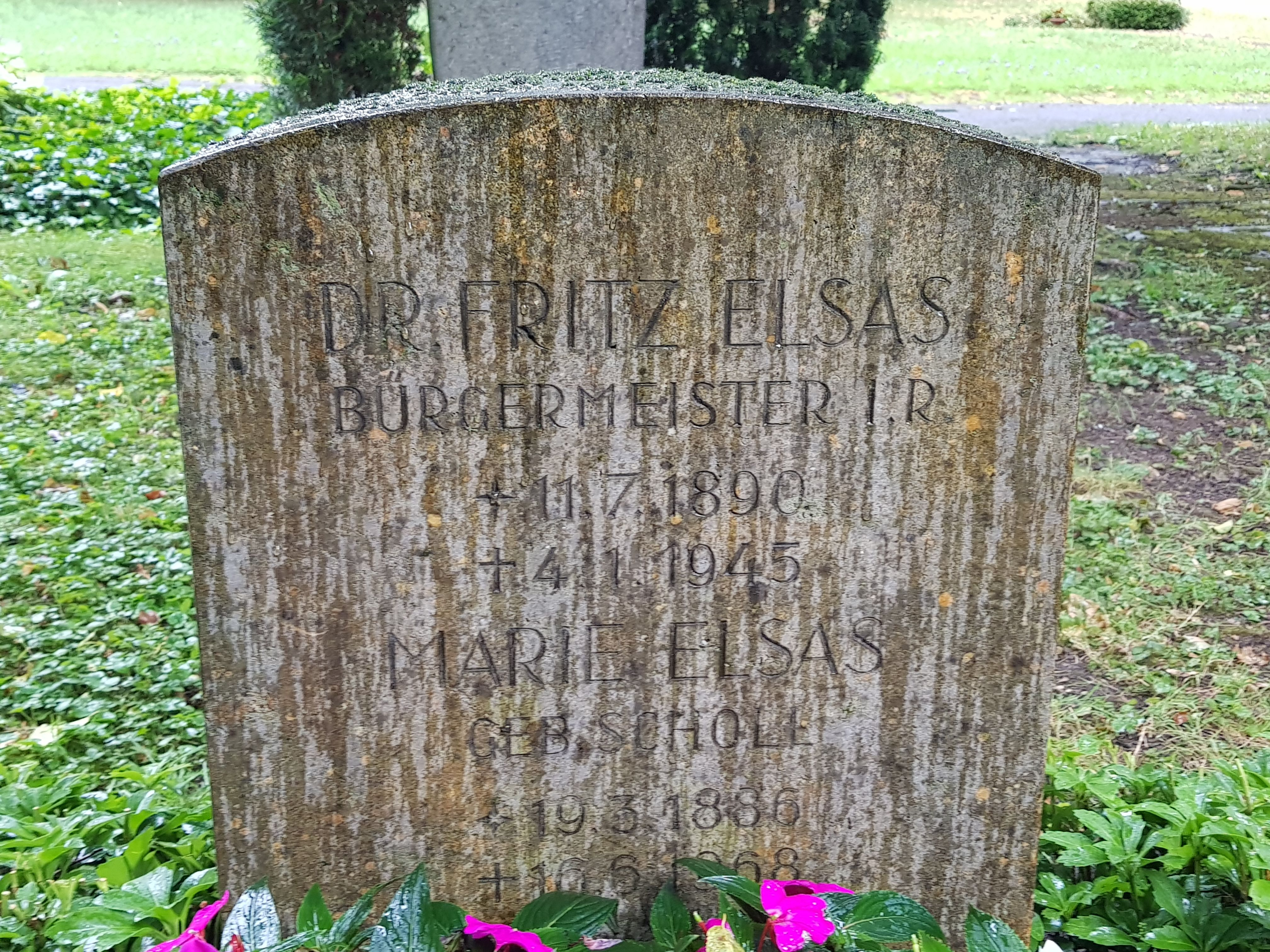
Grabmal des Fritz Julius Elsas auf dem Pragfriedhof in Stuttgart

Nach dem Scheitern des Attentats im Juli 1944 versteckte er Goerdeler. Am 10. August 1944 wurde Elsas von der Gestapo verhaftet und gefoltert. Vier Monate verbrachte er im Berliner Zellengefängnis Lehrter Straße. Im Dezember 1944 wurde er in das Konzentrationslager Sachsenhausen verschleppt und dort ohne Gerichtsverfahren erschossen.
Seine Frau Marie, der Sohn und beide Töchter wurden in den Lagern Buchenwald und Ravensbrück in Sippenhaft genommen, der Nachlass konfisziert. Marie starb im Alter von 82 Jahren, am 16. Juni 1968. Auf Marie Elsas’ Grabstein wurde auch der Name ihres Mannes als Inschrift eingeschlagen. Der Grabstein liegt auf dem Pragfriedhof in Stuttgart.
Elsas war mit Theodor Heuss befreundet. Seine Tochter Hanne heiratete im August 1945 Heuss’ Sohn Ernst Ludwig.

## Ehrungen

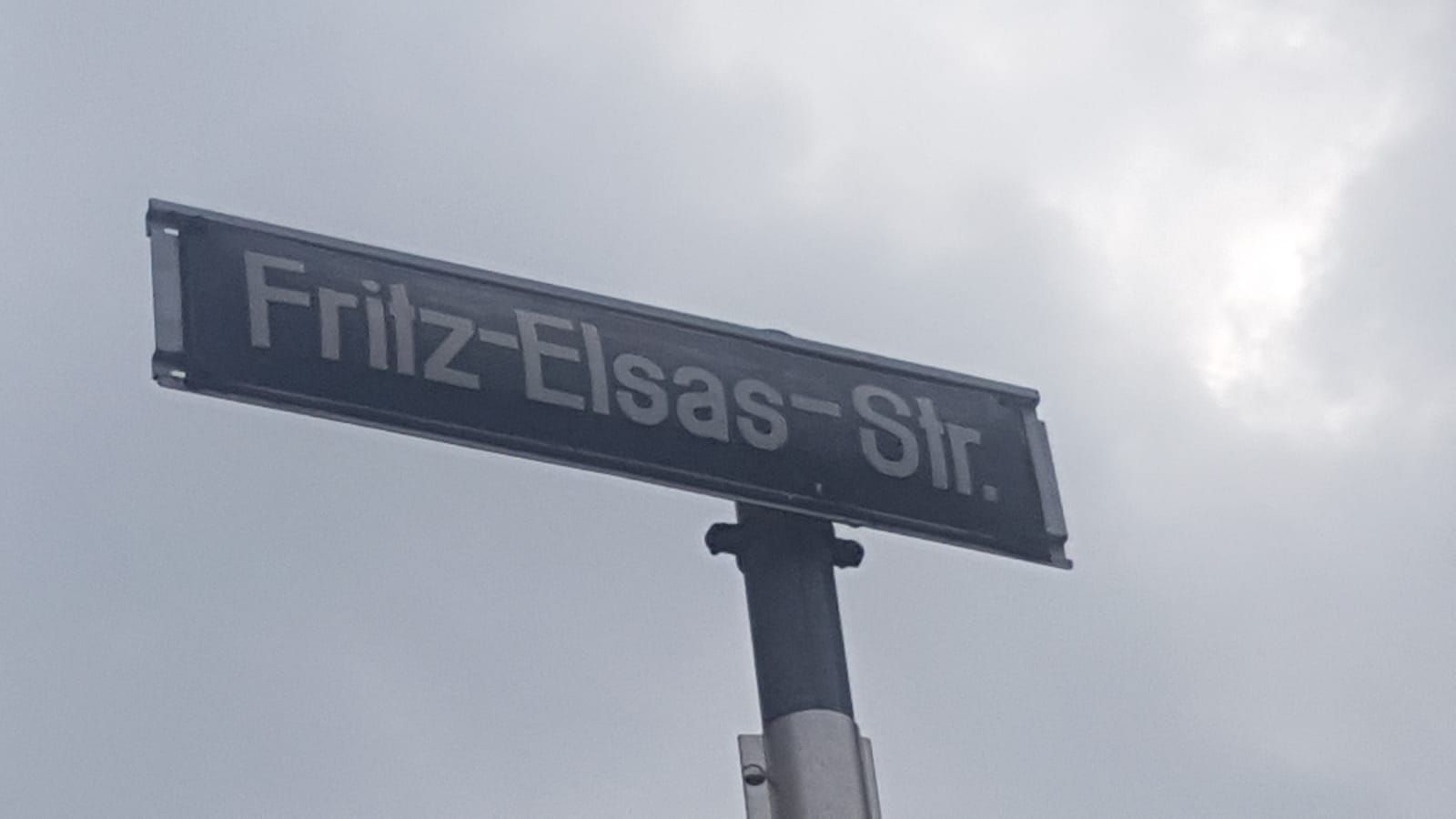
Schild der Fritz-Elsas-Straße in Stuttgart

In Stuttgart wurde schon im Jahre 1946 die Gartenstraße, die den Berliner Platz mit dem Rotebühlplatz verbindet, in Fritz-Elsas-Straße umbenannt. Außerdem wurde am 20. Juli [!] 1954 eine Straße in Berlin-Schöneberg nach ihm benannt, die an den West-Berliner Sitz des Bürgermeisters von Berlin angrenzt.
Der FDP-Kreisverband Oberhavel erinnert alljährlich im Januar durch Kranzniederlegung im ehemaligen KZ Sachsenhausen an Fritz Elsas.
Am 11. Juli 2020 wurde an seinem ehemaligen Wohnort, Berlin-Lichterfelde, Patschkauer Weg 41, eine Berliner Gedenktafel enthüllt. Bereits im März 2009 war ein Stolperstein verlegt worden.